# NGC 262
NGC 262 (распространено обозначение Маркарян 348) — тусклая галактика в созвездии Андромеды, видимая почти плашмя. Этот объект входит в число перечисленных в оригинальной редакции «Нового общего каталога».
NGC 262 является спиральной галактикой. Имеет активное ядро, относящееся к классу Сейфертовских 2-го типа (Seyfert 2). Центральная часть галактики излучает в широком спектре электромагнитных волн. Наблюдения на радиотелескопах VLBA и Effelsberg в 1997—2000 годах показали, что область, непосредственно близкая к ядру, является источником переменного радиоизлучения, имеющего мазерную природу. Условия для образования мазера создаются за счёт столкновения вещества релятивистских джетов, бьющих из ядра, с облаками молекулярного газа в околоядерной области. Галактика имеет огромное гало из нейтрального водорода размером 115×175 кпк, происхождение которого вызвано, вероятно, гравитационным взаимодействием с галактикой-компаньоном NGC 266, располагающимся на небе в 30′ от NGC 262.
Галактика NGC 262 входит в состав группы галактик NGC 315. Помимо NGC 262 в группу также входят ещё 44 галактик.